# Michel Mitrani
 (novembre 2019).
Si vous disposez d'ouvrages ou d'articles de référence ou si vous connaissez des sites web de qualité traitant du thème abordé ici, merci de compléter l'article en donnant les références utiles à sa vérifiabilité et en les liant à la section « Notes et références ».
Pour les articles homonymes, voir Mitrani.
Michel Mitrani est un réalisateur, scénariste, documentariste et acteur français, né à Varna en Bulgarie le 14 avril 1930 et mort le 9 novembre 1996 à Paris.

## Biographie

### Famille et formation
La famille de Michel Mitrani, juive sépharade, a fui l'Espagne en 1492.
Il naît le 14 avril 1930 à Varna (Bulgarie). Peu après, ses parents s'installent en France.
Durant la Seconde Guerre mondiale, il vit caché dans un pensionnat en Touraine. Sa mère est déportée et tuée à Auschwitz.
Diplômé de l'IDHEC en même temps que Louis Malle et Alain Cavalier, il devient assistant metteur en scène.

### Carrière
En 1958, il seconde Agnès Varda pour Du côté de la côte.
À partir de cette date, il réalise pour la télévision, dans le cadre de la grande émission d’information Cinq colonnes à la une, une vingtaine de sujets dont le célèbre Qu’en pense Alger ? diffusé en 1960. Sa collaboration à l'émission s'étale de 1959 à 1965. Parallèlement, il commence, en 1962, des adaptations pour le petit écran d'œuvres de Samuel Beckett, Jean-Paul Sartre, Marguerite Duras ou Eugène Ionesco. Il réalise aussi des courts métrages comme L'Atelier de Vieira da Silva (1968).
En 1966, il met en scène son premier long métrage, une comédie dramatique, La Conversation, d'après la pièce de théâtre de Claude Mauriac. Suivront, en 1970, La Nuit bulgare, sujet original et difficile aux confins du fantastique, puis, en 1971, La Cavale, adaptation fidèle du roman d’Albertine Sarrazin.
En 1974, sa notoriété s'établit avec Les Guichets du Louvre, une sobre histoire d'amour sous l’Occupation, d'après le roman de Roger Boussinot. Sa dernière réalisation marquante au cinéma est, en 1979 et avec le même titre, l'adaptation du roman de Julien Gracq Un balcon en forêt.
Pour la télévision, il réalise encore des œuvres comme Par ordre du Roy (1983), Monsieur de Pourceaugnac (1985), adapté d’après Molière, ou L'Invité clandestin (1990).
Michel Mitrani s'est engagé pour défendre la création télévisuelle en fondant le Festival international de programmes audiovisuels documentaires de Biarritz (FIPA) en 1987, qu'il préside jusqu'à sa mort.

## Filmographie

### Télévision (réalisateur)
- 1960 : En votre âme et conscience : Le crime de Madame Achet (série télévisée)
- 1963 : Tous ceux qui tombent de Samuel Beckett
- 1964 : La Chambre (nouvelle de Jean-Paul Sartre)
- 1964 : Sans merveille (scénario de Marguerite Duras et Gérard Jarlot)
- 1965 : Huis clos de Jean-Paul Sartre
- 1965 : Max Ophüls ou le Plaisir de tourner (documentaire de la collection Cinéastes de notre temps)
- 1966 : La Conversation, avec Michael Lonsdale, Loleh Bellon et Guy Tréjan (adaptation du texte éponyme de Claude Mauriac)
- 1967 : Bajazet de Jean Racine
- 1968 : Délire à deux d'Eugène Ionesco
- 1968 : L'Atelier de Vieira da Silva (court métrage)
- 1970 : Reportage sur un squelette ou Masques et bergamasques (de José Bergamín), téléfilm (réalisation et scénario)[3]
- 1978 : Le Temps d'une république : Le chien de Munich
- 1981 : Une mère russe
- 1981 : Washington, cité impériale, cité fantôme (documentaire en deux parties)
- 1983 : Par ordre du Roy, feuilleton télévisé
- 1983 : Meurtre avec préméditation, téléfilm (dans la collection Péchés originaux), avec Michel Bouquet
- 1984 : Le Scénario défendu, téléfilm
- 1984 : J'ai comme une musique dans la tête, téléfilm (dans la collection Péchés originaux)
- 1987 : L'Heure Simenon, épisode Strip-tease (d'après le roman de Georges Simenon), série télévisée
- 1990 : L'Invité clandestin

### Cinéma

#### Réalisateur
- 1971 : La Cavale (adaptation du roman d'Albertine Sarrazin), avec Jean-Claude Bouillon, Juliet Berto, Catherine Rouvel, Geneviève Page, Miou-Miou
- 1972 : La Nuit bulgare, avec Marina Vlady, Henri Garcin, Charles Vanel, Jean-Pierre Andréani
- 1974 : Les Guichets du Louvre (scénario d'Albert Cossery, d'après le roman de Roger Boussinot), avec Christine Pascal, Christian Rist et Judith Magre
- 1979 : Un balcon en forêt (adaptation du roman de Julien Gracq), avec Humbert Balsan, Aïna Walle, Yves Afonso et Jacques Villeret
- 1985 : Monsieur de Pourceaugnac (d'après Molière)

#### Assistant réalisateur
- 1956 : À la Jamaïque d'André Berthomieu
- 1958 : Les Cinq Dernières Minutes, épisode D'une pierre deux coups, no 2) de Claude Loursais
- 1958 : Les Cinq Dernières Minutes, épisode Les Cheveux en quatre de Claude Loursais
- 1958 : Du côté de la côte d'Agnès Varda (court métrage)
- 1958 : Réactions en chaîne (Les Cinq Dernières Minutes) de Claude Loursais
- 1958 : Les Cinq Dernières Minutes, épisode L'habit fait le moine de Claude Loursais

#### Acteur
- 1975 : Le Plein de super d'Alain Cavalier

## Publication
- Conversation avec Albert Cossery, Joëlle Losfeld éditeur, 1995[4]